# Bengalski tigar
Bengalski tigar (Panthera tigris tigris) je najbrojnija podvrsta tigra, i druga po veličini poslije sibirskog. Pripada carstvu životinja, razredu sisavaca i skupini mačaka, točnije velikih mačaka. Bijeli tigrovi su obojene varijante bengalskog tigra.

## Osobine
Mužjak bengalskog tigra dosiže dužinu od 275 do 295 cm, ali ima i primjeraka koji su duži i od 305 cm. Ženke su manje i duge su između 240 i 265 cm. Težina im se kreće od 130 pa do 265 kg, može biti viših jedinki. U ramenima im je visina od 90 cm pa do 1 m. 
Osnovna boja im je crveno zlatna. Donji dio tijela im je bijel. Relativno široke crne poprečne pruge se protežu od glave pa sve do vrha repa, a i noge su im jednako tako prugaste. Zanimljivo je da su Bengalski tigrovi najbrža podvrsta tigrova koja može doseći brzinu od 90km/h.

## Rasprostranjenost
Bengalski tigar živi u Indiji i na obližnjim otocima, te u Bangladešu, Butanu, Mianmaru i Nepalu, pa čak i u Kini. U Indiji najveća populacija bengalskih tigrova živi u Sundarbanu, najvećoj šumi mangrova na svijetu, ali nastanjuje i sjevernu i središnju Indiju. 
Veličina populacije od oko 2.500 jedinki pokazuje da je bengalski tigar prilično ugrožen, no ipak nije ni blizu tako ugrožen kao druge podvrste tigrova. Iako postoji međunarodna zabrana, trgovinu tigrovim krznom vode kriminalne organizacije i vrsta je sve bliže istijebljenju.

## Lov i prehrana
Potrebno mu je oko 9 kilograma mesa dnevno. On je prašumska životinja, lovi tako da se skrije iza grmlja i gustog lišća, te kad lovina prođe kraj njega, skoči na nju i ugrizom u grlo ili šiju slama joj vrat. Bengalski se tigrovi hrane najčešće bivolima i jelenima, zna pojesti zmije, žabe, miševe, dikobraze, ribe, a poneki i ljude.
U normalnim uvjetima, tigrovi ne napadaju ljude, no povremeno se to ipak događa. Poznati su i slučajevi, da neki tigrovi iz nepoznatih razloga postanu gotovo isključivo ljudožderi. Jedna od još nepotvrđenih teorija je, da je u takvim slučajevima riječ o vrlo starim životinjama koje više ne mogu uloviti svoju uobičajenu lovinu. Kako je za njega čovjek laka lovina, nakon prvog uspješnog ulova čovjeka, on ga odabire za svoj stalni izvor hrane.

## Razmnožavanje
Nakon skotnosti od 95 do 112 dana, tigrica koti dva do četiri mladunca. Doji ih oko 6 mjeseci, a nakon toga kreću s majkom prvi put u lov. Mladunci ostaju uz majku najčešće dvije do tri godine, iako s 11 mjeseci imaju dovoljno snage i iskustva za samostalan lov.
Od trenutka koćenja, majka postaje krajnje razdražljiva i ne dozvoljava približavanje drugim pripadnicima svoje vrste, čak niti ocu, jer postoji mogućnost da ih pojedu. (Ovo uvriježeno stanovište se u zadnje vrijeme preispituje, jer su primijećeni i slučajevi da otac mladunaca ponekad sudjeluje u njihovom podizanju. Za sad, to je još uvijek u statusu dokazivanja.)